# Chinesische Nationalspiele 2009/Badminton (Herrenteam)
Bei den Chinesischen Nationalspielen 2009 wurden vom 8. bis zum 18. Oktober
2009 in Qingdao im Badminton fünf Einzel- und zwei Teamwettbewerbe ausgetragen. Folgend die Ergebnisse der Herrenteams.

## Gruppenphase

### Gruppe E
| Einheit  | Siege | Diff. |
| -------- | ----- | ----- |
| Jiangsu  | 3     | 8     |
| Liaoning | 2     | 1     |
| Hunan    | 1     | −1    |
| Shandong | 1     | −2    |
| Shanghai | 1     | −3    |
| Guangxi  | 1     | −3    |

- Jiangsu 3:1 Shanghai
- Jiangsu 3:0 Hunan
- Jiangsu 3:1 Guangxi
- Shandong 2:3 Liaoning
- Shandong 0:3 Hunan
- Shandong 3:1 Guangxi
- Shanghai 2:3 Liaoning
- Shanghai 3:2 Hunan
- Liaoning 2:3 Guangxi

### Gruppe F
| Einheit              | Siege | Diff. |
| -------------------- | ----- | ----- |
| Fujian               | 3     | 8     |
| Guangdong            | 2     | 3     |
| Volksbefreiungsarmee | 2     | 2     |
| Hongkong             | 1     | −3    |
| Peking               | 1     | −3    |
| Hubei                | 0     | −7    |

- Fujian 3:0 Volksbefreiungsarmee
- Fujian 3:0 Hubei
- Fujian 3:1 Peking
- Guangdong 3:0 Hongkong
- Guangdong 3:2 Hubei
- Guangdong 2:3 Peking
- Volksbefreiungsarmee 3:1 Hongkong
- Volksbefreiungsarmee 3:0 Hubei
- Hongkong 3:1 Peking